# Малеевка (деревня, Москва)
Малеевка — деревня в Троицком административном округе Москвы (до 1 июля 2012 года была в составе Наро-Фоминского района Московской области). Входит в состав поселения Новофёдоровское.

## Население
| 1859 | 1899 | 1926 | 2002 | 2006 | 2010 |
| ---- | ---- | ---- | ---- | ---- | ---- |
| 16   | ↗24  | ↗37  | ↘0   | →0   | ↗1   |

## География
Деревня Малеевка находится в северо-западной части Троицкого административного округа, на берегу реки Сохны примерно в 19 км к западу от центра города Троицка. В 9 км к северо-западу проходит Киевское шоссе М3, в 12 км к юго-востоку — Калужское шоссе А130, в 7 км к северо-востоку — Московское малое кольцо А107. Ближайшие населённые пункты — деревни Белоусово, Юрьево и Новиково.

## История
Название деревни, предположительно, произошло от календарного личного имени Малей.
В «Списке населённых мест» 1862 года Малеевка (Малеево) — посёлок 2-го стана Верейского уезда Московской губернии по правую сторону 2-го Подольского тракта (от Новокалужского тракта к границе Подольского уезда), в 58 верстах от уездного города и 17 верстах от становой квартиры, при реке Сохне, с 3 дворами и 16 жителями (7 мужчин, 9 женщин).
По данным на 1899 год — посёлок Рудневской волости Верейского уезда с 24 жителями.
В 1913 году — 10 дворов.
По материалам Всесоюзной переписи населения 1926 года — деревня Новиковского сельсовета Петровской волости Звенигородского уезда в 12,8 км от Петровского шоссе и 12,8 км от станции Апрелевка Киево-Воронежской железной дороги, проживало 37 жителей (14 мужчин, 23 женщины), насчитывалось 8 крестьянских хозяйств.
1929—1963, 1965—2012 гг. — населённый пункт в составе Наро-Фоминского района Московской области.
1963—1965 гг. — в составе Звенигородского укрупнённого сельского района Московской области.